# 桑山晴喜
桑山 晴喜（くわやま はるひろ）は、江戸時代中期の旗本。

## 経歴
安永6年（1777年）7月10日、西ノ丸書院番となる。寛政2年（1790年）4月2日に本城勤めとなり、寛政8年（1796年）12月10日に西ノ丸に戻る。寛政10年（1798年）7月4日に父の遺跡を継ぐ。

## 系譜
- 父：桑山晴和
- 母：久世広氐の娘
- 前妻：佐野政親の娘
- 後妻：松田舊長の娘
- 養子
  - 桑山晴興 - 桑山元宴の次男
  - 桑山晴興室 - 河野通秀の娘